# Бакай (річка)
Бака́й — річка в Україні, в межах Полтавського району Полтавської області. Ліва притока Псла (басейн Дніпра).

## Опис
Довжина річки 21 км, площа басейну 185 км². Долина глибока (особливо в середній течії). Річище слабозвивисте, у верхній течії часто пересихає. Заплава в нижній течії заболочена, покрита лучною рослинністю. Похил річки 0,96 м/км. Споруджено кілька ставків.

## Розташування
Бере початок на північно-східній околиці села Бакай. Тече переважно на південний захід через Гришки, Малий Бакай. Впадає до Псла північніше села Калеників (виразного гирла не має). 
Притоки: Саврай (права). 
Уздовж річки розташовані села: Онищенки, Шилівка.

## Назва
Назва походить від народного географічного терміна бакай «глибока западина», яма в річці, в ставку; баюра, глибока баюра в балці; яма в болоті. Термін слов'янського походження.